# HMS Anson (79)
HMS Anson byla čtvrtou a předposlední postavenou britskou bitevní lodí třídy King George V.
Po vstupu do služby se jeho lehká výzbroj skládala ze 48 kusů 40mm kanónů a 18 kusů 20mm kanónů. Během války byla postupně zesilována, takže na konci války loď nesla 96 kusů 40mm kanónů a přibližně 12 kusů 20mm kanónů. Anson se účastnil bojů druhé světové války, které v pořádku přečkal, v roce 1949 byl vyřazen a v roce 1957 prodán do šrotu.